# Ion C. Brătianu
Ion C. Brătianu (Pitești, 2 de junho de 1821 — 16 de maio de 1891) foi um político romeno, considerado um dos mais importantes da Romênia no século XIX. Ocupou o cargo de primeiro-ministro de seu país em três ocasiões.

## Vida
Ion era filho de Constantin "Dincă" Brătianu e irmão mais novo de Theodor Brătianu (1812–1884) e Dimitrie Brătianu. Após quinze anos de treinamento em Paris, interrompidos por uma curta carreira de agitação revolucionária em Bucareste em 1848, Ion Brătianu retornou à Romênia em 1857. No ano anterior, o Tratado de Paris havia encerrado a Guerra da Criméia e privou amplamente a Rússia de sua influência na Romênia. Isso permitiu a formação de um estado-nação dos principados anteriores da região. Brătianu e seus semelhantes impulsionaram esse desenvolvimento e chegaram à Moldávia em 1859 com a unificação dos principados e a Valáquia deu o primeiro passo para o surgimento da Romênia.
Brătianu, que ainda era decididamente republicano em 1848, havia se desenvolvido em uma direção monárquica junto com a maioria do movimento nacional . Em 1866, ele estabeleceu a família nobre Hohenzollern-Sigmaringen como a dinastia dominante. Quando seu partido liberal em 1867 por um curto período de tempo e de 1876 a 1888 forneceu o governo, Brătianu tornou-se primeiro-ministro. Em 1877, ele liderou seu país no lado eslavo na Guerra Sérvio-Otomana e foi o negociador romeno para o subsequente Tratado de Berlim de 1878, o que significou o reconhecimento internacional de seu país, mas também a perda de território. A elevação a reino em 1881 também foi significativamente influenciada pelo primeiro-ministro. Em termos de política externa, Brătianu se afastou da Rússia após a Guerra Sérvio-Turca e se inclinou para a Alemanha e a Áustria.
No último ano de seu mandato como primeiro-ministro, a oposição ultraconservadora, aliada a seu irmão Dimitrie, se opôs a Brătianu. Em Bucareste, membros da oposição invadiram o palácio real e o parlamento. O derramamento de sangue ocorreu quando os militares convocados expulsaram os insurgentes.  Como resultado das revoltas e motins de rua e falta de apoio, Brătianu renunciou em março de 1888.

Com sua esposa Caliopia (Pia) Brătianu, nascida Pleșoianu (1841–1920), ele teve três filhos. Seus filhos Ion IC Brătianu e Vintilă Brătianu também se tornaram chefes de governo romenos, seu filho Constantin Brătianu foi o último presidente do Partidul Național Liberal. Sua filha Sabina Brătianu-Cantacuzino (1863-1944) era historiadora.